# Dinastía (serie de televisión de 1981)
Dinastía (título original en inglés: Dynasty) es una de las series de televisión estadounidenses más populares de los años 1980, surgida a raíz del éxito de la serie Dallas. Protagonizan Dinastía los actores John Forsythe y Linda Evans. Con la participación antagónica de Pamela Bellwood en la primera temporada (1981) y, a partir de la segunda temporada (1982), con la participación antagónica principal de Joan Collins como Alexis Morell Carrington.
En España fue emitida en La 1 en durante la década 1980.

## Descripción
La serie fue creada por el matrimonio Richard y Esther Shapiro, fue emitida de 1981 a 1989 y en 1991 se realizó un especial titulado Dinastía: el reencuentro en la que se ataban los cabos sueltos de la serie así como se le daba un final feliz.
Los protagonistas principales de la serie eran el veterano actor John Forsythe, Linda Evans y Joan Collins. La serie además tuvo un spin-off (derivación o rama) titulado Los Colby, protagonizado por Charlton Heston y Barbara Stanwyck, quien paradójicamente años antes había rechazado el papel de Angela Channing en Falcon Crest. Dinastía es también famosa por el uso del salto de tiburón, un recurso argumental que consiste en la desaparición y reaparición de personajes sin demasiada coherencia, en ocasiones encarnados por actores diferentes. Estos cambios eran motivados por las pretensiones económicas de los actores contratados. Además, como en otras series de este tipo, cabe destacar la gran cantidad de estrellas invitadas que intervinieron en ellas, tales como Rock Hudson, Ali MacGraw, George Hamilton y los ya antes mencionados Barbara Stanwyck y Charlton Heston, entre otros.

## Trama
La historia de la serie se desarrolla en Denver, capital de Colorado, y cuenta la historia del magnate del petróleo Blake Carrington, de su familia y de su empresa la Denver Carrington. La historia comienza con la extradición de los trabajadores norteamericanos de los pozos de petróleo tras la revolución islámica de Irán. El jefe de estos hombres que trabajan para la Denver Carrington es Matthew Thomas Blaisdel. Matthew regresa a Denver, donde viven su hija y su esposa Claudia, que es una bella mujer que acaba de salir de una grave depresión por lo que fue ingresada en un sanatorio. Debido a los problemas de su esposa, Matthew tenía una relación con una de las secretarias de la Denver Carrington; cuando regresa a la ciudad descubre que ella se va a casar con su jefe, el todopoderoso Blake Carrington. 
Durante la primera temporada, Matthew tendrá el rol de «bueno» de la serie mientras que Blake será «el malo», a imagen y semejanza de J.R. Ewing, protagonista de Dallas. Matthew comienza a trabajar por su cuenta, explotando pozos en Colorado, y el hijo de Blake, Steven, trabaja para él. Steven, que es homosexual, no es aceptado debido a esta condición por su padre, y se apoyará en el enemigo de este. A pesar de su condición sexual tendrá un affaire con Claudia, la torturada esposa de su protector, sabedora de la antigua relación entre su esposo y la nueva señora Carrington. Un caso aparte, pero importante en la serie es la hija de Blake, Fallon. Mimada por su padre y con un importante complejo de Electra, es famosa por sus devaneos con diversos personajes de la serie. Se ve obligada a casarse con el guapo Jeff Colby, sobrino del amigo y rival de su padre, Cecil Colby, con el que Fallon también intenta tener un romance, aunque posteriormente descubrimos que podría ser su padre. Además de adorar a su padre, Fallon adora a su hermano, aunque no comprende su condición sexual.
A partir de la segunda temporada todo cambia. En el último capítulo de la primera temporada Matthew desaparece angustiado al descubrir que su esposa le ha sido infiel con su protegido y huye en compañía de su hija de la ciudad. Posteriormente se nos dice que muere en un accidente en Ecuador pero temporadas más tarde reaparecerá convertido en un terrorista para relanzar momentos bajos del argumento. A partir de la segunda temporada, aparecerá la exesposa de Blake, Alexis (Joan Collins) que tomará el rol de «mala» de la serie para dejar a Blake como «bueno» de la misma. Entre esta segunda temporada y la tercera, Alexis se casará con Cecil Colby poco antes de que este muera, a tiempo de que la incluya en su testamento. Compartirá así el mando de la compañía con Jeff, el sobrino de Cecil y el marido de su hija Fallon. En esta tercera temporada aparecerá además Adam Carrington, el hijo mayor de Blake y Alexis y que se presentará tras haber sido secuestrado cuando niño. Además Steven en la segunda temporada se casará con la arribista sobrina de Krytle, Sammy Jo y en la tercera temporada veremos que ha tenido un hijo cuando será dado por muerto durante un tiempo, para reaparecer con un nuevo rostro, tras serle reconstruido el rostro sin una foto de referencia.
Dos temporadas más tarde aparecerá Amanda, una hija de Alexis que luego resultará también serlo de Blake. Tiene un affaire con Dexter, el marido de su madre en ese momento, y se casará posteriormente con el príncipe de Moldavia. Para entonces Fallon habría muerto (al prescindirse de la actriz que la encarnaba), cuando iba a volver a casarse con Jeff, esta vez enamorada de él. Pero esta muerte no sería definitiva: reaparecería con nuevo cuerpo y nuevo rostro (interpretada por otra actriz) tanto en Dinastía como en su Spin Off o derivación, Los Colby, donde se reencontraría con Jeff, y donde por fin volverían a casarse. Amanda también cambió de rostro y de cuerpo, y fue tan malo el cambio que luego desapareció para siempre y no se le mencionaría ni en el capítulo de la reunión en el que se resolvían todos los cabos sueltos.

## Personajes
A lo largo de nueve temporadas, fueron decenas los personajes que desempeñaron un papel más o menos relevante en la trama, aunque pueden destacarse los siguientes:
- Blake Carrington: Interpretado por John Forsythe, el verdadero protagonista de la serie, exmarido de Alexis y casado con Krystle casi desde el principio de la serie. Cambia su rol, si al principio de la serie es el rol en contraposición con Matthew, luego termina convirtiéndose en el bueno para enfrentarse con su maquiavélica exesposa. Padre de cuatro hijos con su primera esposa, Adam, Fallon, Steven y Amanda y de una niña con Krystle.
- Krystle Grant Jennings Carrington: Interpretado por Linda Evans: La esposa de Blake, con quien tendrá una hija a lo largo de la serie. Es la buena, durante toda la serie, por lo que se la pasa llorando durante todo el tiempo, le ocurre de todo, sufre un aborto, es secuestrada, su hija tuvo que recibir un trasplante, ve cómo su esposo se arruina y acaba la serie en coma en un hospital de Suiza. Se recuperará a tiempo de llegar a la reunión en el capítulo final. Tiene algunos amores extramatrimoniales no consumados con Matthew, con Daniel Reece el viudo de su hermana, y con el doctor Nick Toscanni. Durante los primeros episodios de la serie tiene una gran rivalidad con Fallon, que acabará cuando esta comprende que Krystle ama realmente a su padre.
- Alexis Morell Carrington Colby Dexter Rowan: Interpretada por Joan Collins, bella y malvada, aparece en la segunda temporada, para apoyar a su hijo Steven tras la muerte de su amante, en un accidente en el que estaba implicado su exmarido. Se casa con Cecil Colby, amigo y rival de su exmarido, heredando la mitad de la empresa de este. Más tarde se casará con Dex Dexter, mucho más joven que ella, rico y atractivo, con el que romperá tras descubrirle con su hija Amanda en la cama.
- Fallon Carrington Colby: Interpretado primero por Pamela Sue Martin y luego por Emma Samms, la mimada hija de Blake, es famosa por sus continuos devaneos, cuando comienza la serie tiene al chófer de su padre como amante, no obstante se ve obligada a casarse con Jeff Colby debido a un acuerdo con Cecil, de quien realmente ella se sentía atraída y tío de Jeff. Durante las primeras temporadas de la serie mantiene una gran rivalidad con la esposa de su padre, posiblemente debido a su complejo de Electra. Luego se enamora del médico Nick Toscanni con quien vive un romance que se rompe cuando este se enamora de Krystle, la esposa de su padre, lo que incrementa la rivalidad de estas. Cuando Krystle se queda embarazada por primera vez, Fallon, seduce a su marido de quien se mantenía distanciada para quedar embarazada, cuando Krystle pierde a su hijo en un accidente, trata de abortar pero no se atreve y finalmente será madre de un niño al que llamará Blake, y que será el pequeño Blake. Es nombrada directora del hotel La mirada, propiedad de su padre, allí conoce a un atractivo joven con el que se besa como inicio de una relación, hasta que su hermana se lo presenta como su hermano Adam, secuestrado muchos años atrás. Luego mantiene relaciones con el exmarido de Krystle, Mark Jennings, que también tiene relaciones con su madre. Tras varias crisis matrimoniales finalmente se divorcia de Jeff, cuando este debido a un envenenamiento y a que la sorprende con su amante está a punto de matarla. Tras el divorcio se enamora del playboy Peter De Vilbis. Sin embargo, este supuesto millonario está tratando de estafar a su padre y es descubierto por Jeff y por Blake. Sufre un accidente y pierde la movilidad de las piernas, se enamora de Jeff su exmarido, con quien decide casarse, el día de la boda huye por problemas psíquicos causados por el accidente y es dada por muerta. Reaparecerá un par de temporadas más tarde con un nuevo rostro, un nuevo cuerpo y una nueva personalidad, tras sufrir amnesia se casará con Miles Colby, para divorciarse de él y volverse a casar con Jeff, primo de Miles cuando recuperará la memoria; en la temporada 7 es abducida por un OVNI. Tras un nuevo divorcio en el capítulo final acabará de nuevo con Jeff.
- Jeffrey Broderick Colby, Jeff Colby: Interpretado por John James: El guapo y bueno de la serie, capaz de enamorar a cualquiera, menos a su esposa y gran amor Fallon. Huérfano desde muy joven fue criado por su tío Cecil Colby, que conspiró para que se casase con Fallon. A la muerte de su tío, hereda la mitad de su empresa, convirtiéndose en copropietario con la viuda de su tía que además es su suegra. A pesar de sus problemas matrimoniales, y las constantes infidelidades de su esposa, esta decide que sea el padre de su hijo. Tras ser envenenado con pintura tóxica por su cuñado Adam, está a punto de matar a su esposa por lo que esta se divorcia de él. Recuperado del envenenamiento se casa con Kirby, niñera de su hijo e hija del mayordomo de los Carrington. Su matrimonio dura poco, pues sigue enamorado de Fallon, con quien tiene una aventura durante su matrimonio con Kirby. Roto su matrimonio, se enfrenta al nuevo amante de Fallon, a quien desenmascara como un estafador. Pero Fallon sufre un accidente y pierde la capacidad de andar. Es entonces cuando Fallon se enamora de Jeff. Cuando recupera la capacidad para andar deciden casarse de nuevo. Sin embargo, el día de la boda, Fallon huye por problemas psicológicos derivados de su accidente. Fallon es dada por muerta. Jeff cae en una depresión, y decide abandonar sus negocios para convertirse en un playboy. Tras varios devaneos, se enamora de la madura pero atractiva fotógrafa Lady Ashley Mitchell, que resultará muerta en la boda de Amanda. En una de las fotografías de Ashley, Jeff descubre que Fallon no ha muerto, la encuentra amnésica y casada con su primo Miles en California. Cuando ella recupera la memoria vuelve con Jeff con quien vuelve a casarse. Pasan entonces a intervenir en el Spin off de Los Colby, donde Jeff y Fallon tienen una hija. Jeff descubre, que el que creía su padre no lo era en realidad, desvelándose entonces que es hijo de su tío Jason, y por tanto es hermano de Miles, con quien por causa de Fallon tiene una fuerte rivalidad. Tras muchas peripecias, Jeff y Fallon vuelven a Denver, y a la serie original. Allí una vez más tienen problemas y acaban en divorcio. Jeff vive entonces un romance con Sammy Joe su ex cuñada y sobrina de Krystle. Pero cuando van a casarse le es infiel con Fallon por lo que la relación se debilita. En la miniserie llamada La Reunión, Jeff y Fallon acabaran nuevamente juntos.
- Steven Carrington: Interpretado por Al Corley y Jack Coleman: Hijo de Alexis y Blake, tiene problemas por su condición de homosexual, jamás comprendida por su padre. Se trata de uno de los primeros personajes gay en la historia de la televisión.[4] En la primera trama, es protegido por Matthew, para quien trabaja. A pesar de su orientación sexual, Steven tiene una relación con Claudia, la bella esposa de su protector. Años más tarde se casará con ella y logrará cierta estabilidad emocional. La muerte de uno de sus amantes masculinos causada por su padre accidentalmente es la causa de la aparición de su madre Alexis. Se casa con la sobrina de su madrastra, Sammy Joe, con quien tendrá un hijo y una relación de amor-odio, pues años más tarde cuando esté casado con Claudia, tendrá duros enfrentamientos con ella, para volver a retomar nuevamente una relación amorosa años más tarde. Abandona la serie para trabajar en una explotación petrolera oceánica, donde sufre un accidente. Se justifica así el cambio de actor, pues le reconstruyen la cara con otra distinta.[5] Muy querido pero incomprendido por Fallon, juega siempre un rol positivo en la serie, por tanto casi siempre es muy desdichado. Establece una nueva relación amorosa con su compañero de trabajo Luke y este también es asesinado, lo que causa en el más problemas, al final de la serie se va de Denver a Washington y al final de la serie en Dynasty The Reunion vive en Washington con su novio el abogado Bart Fallmont quien fuese su amante en la mitad de la serie.
- Adam Carrington: Interpretado por Gordon Thompson y Robin Sachs. El hijo mayor de Blake y Alexis, del que se dan por primera vez noticias de él durante el secuestro de Blake, el hijo de Fallon y Jeff. Adam había sido secuestrado por una niñera y aparece veinte años después. Juega un papel de malvado normalmente. Es defendido por su madre siempre a ultranza, aunque se escandaliza de muchas de sus acciones. Envenena a Jeff, para conseguir que firme algunos documentos que este no estaba dispuesto a firmar. Sin embargo, eso le cuesta que se divorcie de Fallon y se case con Kirby, de quien Adam estaba enamorado. Desde que se descubren sus trapicheos guarda rivalidad por Jeff. Viola a Kirby cuando está casada con Jeff, y cuando esta se divorcia está prometido a ella, pero esta le abandona. También estuvo a punto de tener una relación incestuosa con su hermana Fallon, antes de saber que eran hermanos, por lo que tiene también gran rivalidad con esta. Cambia varias veces de trabajo, pasando de trabajar con su madre en la Colby Co. a trabajar con su padre en la Denver Carrington. Primero se casa con Claudia , la viuda de Matthew y exmujer de su hermano Steven. Durante su matrimonio Claudia vuelve a tener problemas mentales que acabarán con su vida. Luego Adam se enamora de Dana Waring una de las secretarias de su padre a la que utiliza para conseguir información de este, cuando trabaja para su madre. Se descubre que él no es realmente Adam Carrington pues el verdadero Adam habría muerto poco después del secuestro. Finalmente Blake y Alexis lo adoptan, más tarde en el capítulo "The Scandal" se descubre que todo es una mentira inventada por McVane y por lo tanto sí es el hijo biológico de Alexis y Blake. Se casa con Dana, para luego descubrir que no puede tener hijos, contratan una madre de alquiler, pero luego surgen problemas cuando esta decide luchar por la custodia del niño, custodia que el juez le concede. Adam entra en una fuerte depresión, teniendo problemas con el alcohol, provocando una crisis matrimonial que pondrá fin a su matrimonio. En el episodio de la Reunión Adam se reencontrará con Kirby, su verdadero amor.
- Amanda Carrington: Interpretado por Catherine Oxenberg y Karen Cellini, es probablemente el personaje más absurdo de la serie. Aparece como una hija de Alexis, para luego descubrirse que se divorció de Blake embarazada y por tanto que es hija de Blake. Se ha criado en Inglaterra, y tiene dos aventuras con Dexter el marido de su madre. Entre estos dos romances está casada con el príncipe Michael de Moldavia. Durante su boda se produce el golpe de Estado que pone fin a la monarquía de dicho país. Pronto entra en crisis su matrimonio y vuelve a los brazos de su padrastro Dex Dexter, su verdadero amor. Tras dos temporadas interpretada por la bella Catherine Oxenberg (cuya belleza era la única justificación del personaje), pasa a ser interpretado por Karen Cellini, probablemente por causas económicas. El personaje es impopular, reaparece el antiguo chófer de los Carrington (interpretado por Wayne Northrop) y tiene un idilio con él, como lo había tenido con Fallon durante la primera temporada. Finalmente Amanda vuelve a Londres para desaparecer de la serie tan absurdamente como había aparecido, sin que se la vuelva a mencionar ni en la serie ni en la miniserie de La Reunión.
- Samantha Josephine "Sammy Joe": Interpretada por Heather Locklear, es la sobrina de Krystle, esposa de Steven Carrington, y madre de su hijo, es un personaje que evoluciona de un rol negativo a positivo. A pesar de realizar acciones deleznables, como por ejemplo el secuestro de su tía. Arrepentida después de este incidente cambia su rol. Además de casarse con Steven, mantiene una relación con Jeff después del segundo divorcio de este y Fallón.

### Los Colby
Justificado a raíz de la reaparición de Fallon, cuenta la historia de los Colby de California, los hermanos y sobrinos de Cecil y tíos y primos de Jeff. El protagonista principal de esta serie era Jason Colby, que interpretado por Charlton Heston juega el rol de «bueno» y mantiene negocios con Blake, colaborando ambos con sus compañías en la importación de petróleo. Está casado con Sabella, que es hermana de Francesca, la madre de Jeff. El malvado de la serie era Zachary Powers, interpretado por Ricardo Montalbán. Durante la serie se descubría que Jeff no era hijo del difunto Phillip Colby, por ser este estéril. Jason resultará ser el padre de Jeff, por una relación mantenida con Francesca, la hermana de su actual esposa, antes de casarse con ésta. La serie resultó un fracaso y desapareció después de dos temporadas, por lo cual Jeff y Fallon regresaron a Denver y a la serie original.

## Temporadas
| Temporada | Temporada  | Episodios | Emisión Original         | Emisión Original      | Rango                           | Índice de audiencia | Ref.          |
| Temporada | Temporada  | Episodios | Inicio                   | Final                 | Rango                           | Índice de audiencia | Ref.          |
| --------- | ---------- | --------- | ------------------------ | --------------------- | ------------------------------- | ------------------- | ------------- |
|           | 1          | 15        | 12 de enero de 1981      | 20 de abril de 1981   | # 28 (empate)                   | 19,0                | [ 6 ]         |
|           | 2          | 22        | 11 de noviembre de 1981  | 5 de mayo de 1982     | # 19                            | 20,2                | [ 7 ] [ 8 ]   |
|           | 3          | 24        | 27 de octubre de 1982    | 20 de abril de 1983   | # 5                             | 22,4                | [ 7 ] [ 9 ]   |
|           | 4          | 27        | 28 de septiembre de 1983 | 9 de mayo de 1984     | # 3                             | 24,1                | [ 7 ] [ 10 ]  |
|           | 5          | 29        | 26 de septiembre de 1984 | 15 de mayo de 1985    | # 1                             | 25,0                | [ 7 ] [ 11 ]  |
|           | 6          | 31        | 25 de septiembre de 1985 | 21 de mayo de 1986    | # 7                             | 21,8                | [ 7 ] [ 12 ]  |
|           | 7          | 28        | 24 de septiembre de 1986 | 6 de mayo de 1987     | # 24                            | 17.2                | [ 13 ] [ 14 ] |
|           | 8          | 22        | 23 de septiembre de 1987 | 30 de marzo de 1988   | # 41                            | 14.3                | [ 15 ]        |
|           | 9          | 22        | 3 de noviembre de 1988   | 11 de mayo de 1989    | # 69                            | 10,5                | [ 16 ] [ 17 ] |
|           | La reunión | 2         | 20 de octubre de 1991    | 22 de octubre de 1991 | # 15 (Parte 1) - # 17 (Parte 2) | 16,8 - 15,3         | [ 18 ] [ 19 ] |

### Calificaciones de Nielsen en EE. UU.
Dynasty fue uno de los 30 programas principales desde la primera hasta la séptima temporada, alcanzando el puesto #1 en la temporada 1984-85 con una calificación de Nielsen de 25.0 o una audiencia promedio de 21.2 millones de hogares por episodio.

### Sindicación
Dynasty fue distribuida inicialmente en reposiciones por Metromedia Producers Corporation en septiembre de 1985, en estaciones como KTTV 11 en Los Ángeles y WNEW-TV 5 en la ciudad de Nueva York, mientras que la temporada 6 comenzó a transmitirse en ABC. Este paquete de distribución inicial consistió en los 117 episodios (originalmente 114 en ABC) que se habían producido hasta este momento.

## Producción

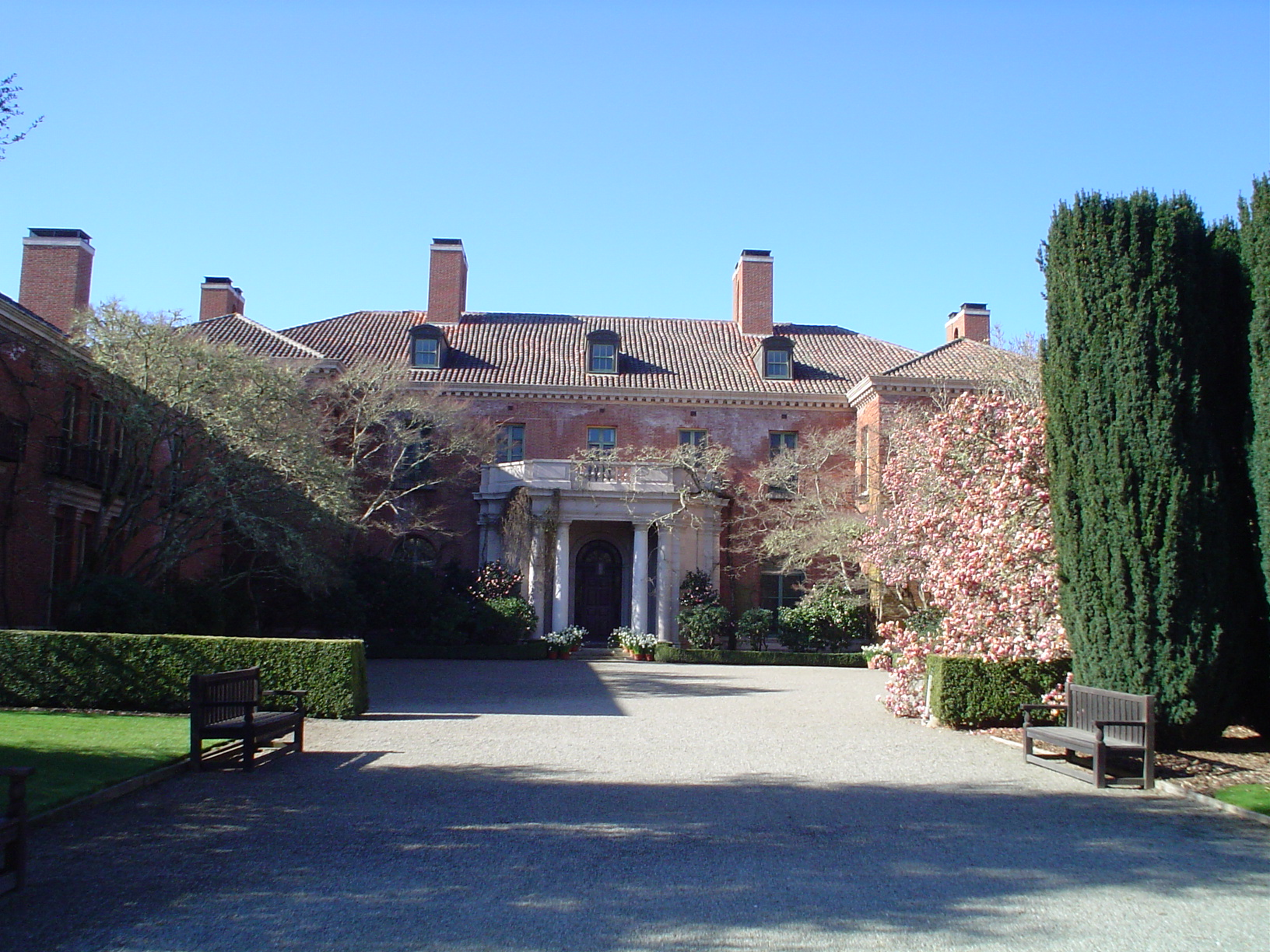
Una vista exterior de Filoli, utilizada como mansión Carrington en Dynasty

Dynasty se rodó en Warner Hollywood Studios en West Hollywood, California.
La finca de Filoli en Woodside, California, se usó como la mansión Carrington de 48 habitaciones en los créditos iniciales, las tomas de establecimiento y algunas escenas al aire libre en el episodio piloto. Algunas de las otras tomas exteriores de la mansión Carrington (incluida la pelea de gatas del estanque de los lirios) fueron filmadas en una casa palladiana de 17 habitaciones llamada Arden Villa en Pasadena, California.
El diseñador de vestuario Nolan Miller diseñó aproximadamente 3000 trajes durante el transcurso de la serie, diciendo "No quiero verlos nunca vistiendo el mismo traje dos veces". Su presupuesto semanal de vestuario era de $ 35,000.
John Forsythe fue el único miembro del elenco que apareció en los 220 episodios de la serie. Linda Evans apareció en 204 de los 220 episodios, dejando la serie después de aparecer en solo seis episodios de la novena y última temporada. Joan Collins, que no se unió al elenco hasta la segunda temporada, también se perdió un episodio en la temporada 6 y nueve episodios en la temporada 9, por lo que estuvo presente durante un total de 195 episodios. Forsythe y John James fueron los únicos dos miembros originales del reparto que aparecieron en el episodio final.

## Impacto y Recepción
En el apogeo de la popularidad de Dynasty en 1985, Esther Shapiro dijo: "Hemos hecho cosas importantes para las mujeres con Dynasty. Para las mujeres de mediana edad. Ya sabes, hacerles saber que está bien querer el poder y ser románticas".
Collins dijo en 2018: "Todas las personas de Dynasty eran guapas. Querías ver a gente rica y guapa peleando entre sí".
En 2012, The New York Times atribuyó la popularidad del vestuario de Nolan Miller por "establecer una tendencia para las hombreras gruesas durante una década de poder vestir".

## Novelización
En 1983 la editorial norteamericana de Nueva York Bantam Books, Inc., en asociación con Aaron Spelling Productions, publicó una novelización de la serie, escrita por Eileen Lottman. Esta adaptación abarcaba desde el «primer episodio de tres horas» hasta el episodio undécimo.
En España la novela fue publicada ese mismo año por la editorial Plaza & Janés Editores, con traducción de Manuel Vázquez.

## Versión (2017)
En 2017, la cadena norteamericana The CW estrenó una nueva versión de la serie, contando esta con 22 episodios en su primera temporada. La segunda temporada se estrenó en octubre de 2018. En España y Latinoamérica fue distribuida por Netflix.